# Gārīz-e Soflá
Gārīz-e Soflá (persiska: Kārīz-e Pā’īn, گاريز سفلی) är en ort i Iran.   Den ligger i provinsen Yazd, i den centrala delen av landet, 500 km söder om huvudstaden Teheran. Gārīz-e Soflá ligger 2 000 meter över havet och antalet invånare är 126.
Terrängen runt Gārīz-e Soflá är platt åt nordväst, men åt sydost är den kuperad.Runt Gārīz-e Soflá är det glesbefolkat, med 11 invånare per kvadratkilometer. Närmaste större samhälle är Sarv, 6,7 km öster om Gārīz-e Soflá. Trakten runt Gārīz-e Soflá är ofruktbar med lite eller ingen växtlighet.